# Greg Sestero

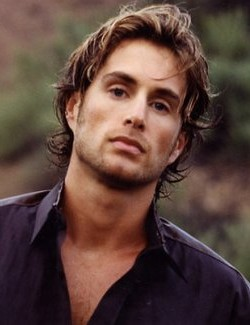
Greg Sestero 2011

Gregory Sestero (* 15. Juli 1978) ist ein US-amerikanischer Schauspieler, Autor, Produzent und Model. Bekanntheit erlangte er durch die Rolle des Mark im Film The Room, welcher von vielen Kritikern als der schlechteste Film aller Zeiten beschrieben wird und dadurch Kultstatus erreicht hat. 2013 veröffentlichte er ein Buch, in dem er seine Erinnerungen an die Arbeit mit Schauspielkollegen Tommy Wiseau in The Room beschreibt. Dieses Buch wurde 2017 unter dem Titel The Disaster Artist von James Franco verfilmt.

## Frühes Leben
Sestero wurde in Walnut Creek (Kalifornien) geboren. Seine Mutter ist französischer und sizilianischer Abstammung. Seine Kindheit verbrachte er in Danville (Kalifornien), wo er auch die Highschool besuchte.
Im Alter von zwölf Jahren schrieb er eine Fortsetzung für den damals aktuellen Film Kevin – Allein zu Haus. Dieses Drehbuch schickte er an John Hughes, welcher ihm in einem Antwortschreiben dankte aber auch mitteilte, dass er zurzeit keine Fortsetzung plane.
Schon in der Highschool begann er als Model zu arbeiten, wobei er in Paris und Mailand für Giorgio Armani und Gianfranco Ferré tätig war.

## Schauspielkarriere
Sesteros frühe Rollen bestanden aus kleinen Neben- und Komparsenrollen in Filmen wie Gattaca oder Nash Bridges. 1999 spielte er die Hauptrolle im Direct-to-Video-Film Retro Puppet Master.

### The Room
Seine bekannteste Rolle bis heute ist die des Mark in Tommy Wiseaus Independent-Film The Room aus dem Jahr 2003. Sestero lernte Wiseau 1998 in einem Schauspielkurs kennen. Wiseau teilte Sestero mit, dass er ihn als Co-Star in seinem geplanten Film mitspielen lassen werde, sobald er die Produktionskosten zusammen hatte. Sestero war jedoch nur dazu bereit hinter den Kulissen mitzuarbeiten und Wiseau bei der Produktion und beim Casting zu helfen. Wiseau war jedoch von seiner Idee Sestero die Rolle des Mark spielen zu lassen so sehr überzeugt, dass er den eigentlich dafür gecasteten Schauspieler feuerte.
Sestero sagte später, dass er letztendlich nur in Wiseaus Film mitspielte, weil er der festen Überzeugung war, dass niemand jemals den Film sehen werde und er nur auf Video veröffentlicht werden würde. Wiseau veröffentlichte das fertige Drama jedoch in zwei Kinos in Los Angeles. Unmittelbar nach der Veröffentlichung kam es zu sehr negativen Kritiken und der 6-Millionen-Dollar-Film spielte weniger als 1000 $ ein. In seinem Buch schrieb Sestero, dass Wiseau den Film an Paramount Pictures schickte um eine weitreichendere Veröffentlichung zu erzielen. Die normale Dauer bis zu einer Antwort der Produktionsfirma beträgt ca. 2 Wochen. Wiseau erhielt seine Absage innerhalb von 24 Stunden.
The Room erlangte jedoch trotz bzw. auf Grund der schlechten Kritiken sehr schnell eine große Fangemeinde, was dazu führte, dass der Film bis heute, mehr als 10 Jahre nach seiner Veröffentlichung immer noch international in einigen Kinos Vorführungen erhält. Bei diesen Mitternachtsvorstellungen verkleiden sich die Fans teilweise als Charaktere aus dem Film und interagieren die ganze Vorführung lang mit den Geschehnissen auf der Leinwand, ähnlich wie beim Film The Rocky Horror Picture Show. Bei vielen dieser Kinovorstellungen ist Sestero persönlich anwesend und gibt Autogramme, beantwortet Fragen oder liest aus seinem Buch vor.

### The Disaster Artist
Im Juni 2011 wurde bekannt, dass Sestero einen Vertrag mit Simon & Schuster unterzeichnet hat und an einem Buch über seine Erfahrungen bei den Dreharbeiten zu The Room arbeitet. Das Buch mit dem Titel The Disaster Artist wurde im Oktober 2013 veröffentlicht.
Im November 2014 gewann The Disaster Artist den Preis für das beste nicht frei erfundene Werk bei den National Arts & Entertainment Journalism Awards in Los Angeles. Im Februar 2015 wurde das von Sestero als Hörbuch vertonte Werk als Bestes humoristisches Hörbuch für einen Audie Award nominiert.
Im Februar 2014 erwarb Seth Rogens Produktionsfirma Point Grey Pictures die Filmrechte an Sesteros Buch. Am 8. September 2014 wurden Scott Neustadter und Michael H. Weber als Drehbuchautoren und am 15. Oktober 2015 Dave Franco als Greg Sestero bekanntgegeben. In den USA startete The Disaster Artist am 8. Dezember 2017 in den Kinos, die deutsche Erstaufführung war am 1. Februar 2018.

### Weitere Arbeit
Sestero arbeitet weiterhin als Model für Tommy Hilfiger, Armani, Ralph Lauren und andere.
2017 erschien der Film Best F(r)iends: Volume 1, in dem Sestero wieder mit Tommy Wiseau zusammenarbeitete, 2018 kam die Fortsetzung Best F(r)iends: Volume 2 heraus, sowie Big Shark, ebenfalls eine Zusammenarbeit mit Wiseau.

## Privates
Sestero wohnt in Südkalifornien. Er spricht fließend Französisch.

## Filmografie

### Film
- 1997: Gattaca
- 1998: Patch Adams
- 1999: Retro Puppet Master
- 2003: The Room
- 2004: Homeless in America
- 2009: Alien Presence
- 2015: Dude Bro Party Massacre III
- 2017: The Disaster Artist
- 2017: Best F(r)iends: Volume 1
- 2018: Best F(r)iends: Volume 2
- 2019: Big Shark
- 2019: Lukewarm Christian
- 2020: Cyst

### Fernsehen
- 2000: Days Of Our Lives
- 2006: Fashion House
- 2013: The Blessed Ignorance Of Men